# Ramses VIII
Ramses VIII var en fornegyptisk farao av Egyptens tjugonde dynasti. Hans regeringstid inföll mellan 1126/1123 f.Kr. och 1125/1121 f.Kr.
Varken Ramses VIII:s grav eller mumie har inte hittats, men KV19 i Konungarnas dal byggdes till honom på den tiden han var prins. KV19 användes sedan till en av Ramses IX: söner.